# Fono Bus
 (novembre 2022).
Pour les articles homonymes, voir Fono (homonymie).
Emprendimientos SRL, mieux connue sous les noms de Fono Bus, Fonobus ou Grupo Fono Bus, est une société commerciale argentine de transport en commun, basée dans la ville de Córdoba, située dans la province homonyme. La société exploite des services provinciaux et municipaux.

## Histoire
Emprendimientos SRL a été fondée en 1994 pour exploiter le service porte-à-porte Córdoba - Villa Carlos Paz. Son siège est situé à Córdoba, dans la province homonyme. En 1997, elle incorpore le service Córdoba - Saldán et en 1998, Córdoba - Jesús María. Par la suite, des services sont ajoutés (en mode différentiel régulier) à la vallée de Punilla (Tanti, Cuesta Blanca et Cabalango) et à la zone nord de Córdoba comme Colonia Caroya, San Francisco del Chañar, Rio Ceballos, Salsipuedes et Agua de Oro, entre autres.
En 2010, l'entreprise commence à exploiter le transport urbain dans les villes de Mendiolaza et Saldán. En 2012, Fono Bus acquiert les entreprises Rápido del Sur SA (qui assurait des services réguliers communs entre Córdoba, Río Cuarto, Adelia María et Laboulaye) et Autotransportes Adelia María SRL (qui assurait un service régulier différentiel entre la ville homonyme et Río Cuarto), bien qu'elles aient été acquises en 2013 par l'entreprise Buses Lep. En décembre 2013, après le retrait de la concession de Transporte Carlos Paz SRL du corridor Córdoba - Tanti/Cuesta Blanca, elle se voit accorder la prestation du service commun dit régulier avec l'entreprise Sarmiento.
En juin 2017, Fono Bus et Bus Lep annoncent avoir acquis les employés et lignes des entreprises Mercobus et Plusultra (appartenant toutes deux au Grupo Plaza), après résiliation en raison d'irrégularités (comme le non-paiement de l'ART et les assurances-bus),.

## Filiales
- Fono Bus : opérateur de services interurbains réguliers différentiels et réguliers communs dans la province de Córdoba.
- City Bus : opérateur de services de transport urbain à Bialet Massé, La Granja, Mendiolaza, Saldán[2], Santa María de Punilla[8], et Tanti.
- Eder : opérateur du service Córdoba - Salsipuedes - Agua de Oro - Ascochinga[3].
- La Diligencia Vip : société exploitant le service Córdoba - Río Primero - Santa Rosa de Río Primero[3].
- El Tatú Carretero : opérateur du service Córdoba - Sebastián Elcano[9].